# Vogtsmühle (Iphofen)
Vogtsmühle (früher auch Äbtissinnenmühle, Lorenzmühle, Breitmühle genannt; mainfränkisch: Fochdsmühl) ist ein Gemeindeteil der Stadt Iphofen im unterfränkischen Landkreis Kitzingen. Vogtsmühle liegt in der Gemarkung Iphofen.

## Geographische Lage
Die Einöde liegt auf freier Flur am Breitbach. Hier mündet der Moorseebach als rechter Zufluss in den Breitbach.  Eine Gemeindeverbindungsstraße führt  zur Domherrnmühle (0,5 km westlich) bzw. an der Schwarzmühle vorbei nach Mönchsondheim zur Kreisstraße KT 1 (1,2 km südöstlich). Ein Wirtschaftsweg führt zur Steinmühle (0,7 km nordöstlich).

## Geschichte
Die vielen Namen der Mühle gehen auf die ehemaligen Besitzer der Anlage zurück. Das Bestimmungswort Vogts- verweist also wahrscheinlich auf einen Müller. Zeitweise benannte man das Anwesen auch nach der Lage am Fluss Breitmühle. Erstmals erwähnt wurde die Mühle bereits im Jahr 1471. Damals verkaufte das Benediktinerinnenkloster Kitzingen eine Korngült „uff der mülen an der preyt die Eptissin müle gnant“ an das Augustinerchorherrenstift Birklingen. Die Mühle selbst blieb bei den Benediktinerinnen.
Im Jahr 1490 konnte Andreas von Heßberg aus Fröhstockheim „seine Mühle an der Brayt“ nur mit Einverständnis der Kitzinger Nonnen an Johannes Tucher aus Iphofen veräußern. Im gleichen Jahr erwarb Hans Haug, der ebenfalls aus Iphofen stammte, die Mühle. Gegen 1499 tauchte die Anlage neuerlich in den Quellen des Kitzinger Klosters auf. Nach jeder Äbtissinnenwahl empfing der Müller von der neuen Herrin zwei Gulden auf die „Ebtissin muln“.
Im Jahr 1506 gab das Birklinger Kloster die Korngült wieder an Kitzingen zurück. Die Nonnen gaben die Abgaben der Mühle an das Hochstift Würzburg weiter. 1578 wurde erstmals die „Lorentzen Mühl“ erwähnt, noch 1608 ist der Müller Lorenz Busch nachgewiesen. Wahrscheinlich kam die Anlage noch in der ersten Hälfte des 17. Jahrhunderts an seinen Sohn. Noch 1633 saß „Hannß Busch uf der Lorenz Mühlen“. Im Jahr 1684 war die Mühlenanlage eingefallen. In diesem Jahr war Caspar Busch aus Mönchsondheim Müller.
Mit dem 18. Jahrhundert tauchte erstmals der Name Vogtsmühle in den Quellen auf. Es ist also davon auszugehen, dass in der Zwischenzeit ein Müller Vogt in der Mühle saß. Wahrscheinlich handelte es sich um den seit 1771 dort begüterten Beamten Johann Georg Endres.
Mit dem Gemeindeedikt (frühes 19. Jahrhundert) wurde Vogtsmühle dem Steuerdistrikt Iphofen und der Munizipalgemeinde Iphofen zugeordnet.
Ab dem Jahr 1864 bezog die Familie Dürr das Anwesen und betrieb die vier Mahlgänge der Mühle. Der Betrieb wurde erst im Jahr 1969 eingestellt. 1986 errichtete man die heutigen Gebäude.

### Ehemaliges Baudenkmal
- Mühle: Im Kern wohl 17. Jahrhundert, durch zahlreiche Erneuerungen im 19. und 20. Jahrhundert stark verändert. Verputzter Nordgiebel des alten Mühlenbaus im verputzten Erdgeschoss von drei zu vier Achsen, Bruchstein, im Obergeschoss und zweigeschossigen Giebel Fachwerk. Zwei Fensterrahmen aus dem 17. Jahrhundert, aus Haustein, vom unteren Drittel an eingezogen, gekehlt, vergittert. Tür der Scheune im Sturz bezeichnet „18 Gg. Dehner 59“.[11]

### Einwohnerentwicklung
| Jahr      | 001818 | 001840 | 001861 | 001871 | 001885 | 001900 | 001925 | 001950 | 001961 | 001970 | 001987 |
| Einwohner | 6      | 6      | *      | 11     | 10     | 7      | 10     | 10     | 5      | 3      | 6      |
| Häuser    | 1      | 1      |        |        | 1      | 1      | 1      | 2      | 1      |        | 1      |
| Quelle    | [ 8 ]  | [ 13 ] | [ 14 ] | [ 15 ] | [ 16 ] | [ 17 ] | [ 18 ] | [ 19 ] | [ 20 ] | [ 21 ] | [ 1 ]  |

## Religion
Vogtsmühle ist römisch-katholisch geprägt und bis heute nach St. Vitus (Iphofen) gepfarrt.